# Another Lost Phone: Laura's Story
Another Lost Phone: Laura's Story est un jeu vidéo d'aventure développé par Accidental Queens et publié par Dear Villagers, sorti le 21 septembre 2017 sur PC (macOS, Microsoft Windows et Linux) et téléphone mobile (Android, iOS). Comme A Normal Lost Phone du même studio, le jeu consiste à explorer un téléphone portable, qui constitue l'intégralité de l'interface du jeu. Il est adapté sur Nintendo Switch le 26 avril 2018.

## Synopsis
Le joueur trouve un téléphone abandonné. En fouillant dans ses messages, ses comptes de réseaux sociaux, ses photos et ses applications, le joueur va découvrir la vie de Laura, la propriétaire du téléphone, et de la relation sentimentale abusive qui l'a poussée à abandonner son téléphone,.

## Développement
Another Lost Phone: Laura's Story est le second projet du studio français indépendant Accidental Queens, cofondé en 2017 par Diane Landais, Miryam Houali et Elizabeth Maler.

### Portage
Le jeu est porté par Seaven Studio sur Nintendo Switch le 26 avril 2018.

## Système de jeu
Another Lost Phone est un jeu d'aventure narratif. L'interface du jeu représente un téléphone trouvé par le joueur. Ce dernier explore les applications et messages présents sur le téléphone pour comprendre à qui il appartenait et pourquoi il a été perdu. L'utilisation des applications et messageries du téléphone est ici complètement passive : le joueur ne peut que les consulter et ne peut pas envoyer de nouveaux messages, alors que cela était possible dans A Normal Lost Phone. Il s'agit d'une volonté du studio de développement afin de conforter le joueur dans son rôle de témoin, et non d'acteur, des événements du jeu. L'interface du jeu, intégralement diégétique, permet de renforcer l'immersion du joueur tout en facilitant la prise en main par certains joueurs occasionnels, plus habitués aux contrôles des smartphones qu'aux mécaniques classiques de jeu vidéo.

## Accueil

### Critiques
Sur le site d'agrégation de notes Metacritic, la version iOS du jeu reçoit un accueil « généralement favorable » avec un score de 81 % (sur la base de cinq critiques). Les scores sont moins bons sur PC (71 % pour six critiques recensées) et sur Nintendo Switch (64 % pour cinq critiques recensées), ce qui correspond à des notes « moyennes ou mitigées ».
Les critiques soulignent généralement la bonne écriture du jeu, supérieure à celle du premier épisode par sa nuance et son rythme,. Les thèmes abordés sont également mis en avant, ainsi que son traitement original dans un jeu vidéo,. Les énigmes font face à des avis contrastés : pour certaines critiques, leur faible difficulté est la cause de la courte durée de vie du jeu,, là où d'autres saluent justement que les énigmes ne se mettent jamais en travers de la narration du jeu.

### Ventes
En mars 2018, 30 000 copies du jeu ont été vendues.

### Récompenses
Lors des Ping Awards 2017, le jeu est nommé dans les catégories « meilleur jeu mobile » et « meilleur scénario ».

## Analyse
Le jeu aborde le sujet des violences psychologiques et physiques ainsi que du harcèlement au sein d'un couple. Afin de traiter ces sujets avec le plus de justesse possible, le studio de développement a échangé avec des organisations spécialisées dans l'accompagnement aux victimes de violences conjugales, notamment afin de comprendre quelles idées reçues sur le sujet pouvaient être traitées dans le jeu.
Comme l'opus précédent, le jeu interroge le joueur sur l'invasion de la vie privée que constitue le fait de fouiller dans le téléphone d'un inconnu. Accidental Queens a notamment inséré un message au début du jeu invitant les joueurs à ne pas fouiller dans les téléphones d'autres personnes dans la vie réelle. L'interface diégétique du jeu appuie cependant ce questionnement du joueur, en brouillant la frontière entre le joueur et son avatar,. Pour Elizabeth Maler, cofondatrice d'Accidental Queens, le fait de fouiller dans la vie du personnage permet de faire passer plus efficacement le message du jeu.